# Monte Tremalzo
Il Monte Tremalzo (1.975 m s.l.m.) è una montagna delle Prealpi Gardesane Sud-occidentali nelle Prealpi Bresciane e Gardesane. Si trova tra la Lombardia (Provincia di Brescia) ed il Trentino ad ovest del Lago di Garda.
Nei pressi del monte vi è il Passo del Tremalzo.
L'ascesa al monte è caratterizzata da tratti ripidi e poco tracciati, in un paio di casi anche esposti;è sconsigliata perciò ad una platea di escursionisti principianti.